# Dubská pahorkatina
Dubská pahorkatina je geomorfologický podokrsek v severovýchodní části Polomených hor, ležící v okrese Česká Lípa Libereckého kraje.

## Poloha
Pahorkatina se rozkládá mezi městem Dubá na jihu a obcemi Holany na severu a Jestřebí na severovýchodě. Území taktéž ohraničuje na západě vrch Vlhošť a na východě Maršovický vrch.

## Geomorfologické členění
Podokrsek Dubská pahorkatina náleží do celku Ralská pahorkatina, podcelku Dokeská pahorkatina a okrsku Polomené hory. Dále se člení na Drchlavskou část a Švábskou část. Pahorkatina sousedí s dalšími podokrsky Polomených hor (Vlhošťská vrchovina na západě, Housecká vrchovina na jihovýchodě a Kokořínská vrchovina na jihu). Dále sousedí na severu s Jestřebskou kotlinou.

## Významné vrcholy
Nejvyšším bodem podokrsku je bezejmenná kóta 380 m n. m., patrně na úpatí Vlhoště.
- Drchlavský vrch (376 m), Drchlavská část
- Mariánský vrch (372 m), Drchlavská část
- Pruský kámen (351 m), Švábská část[2]